# Takur
A takur egy feudális cím volt, de vezetéknévnek is használatos volt India és Nepál  különböző közösségeiben. A takur szó urat vagy mestert jelent. Egy szanszkrit szóból származik, thākura, amelynek jelentése főnök vagy rangos ember. A zamindari rendszerben a takurok földesurak voltak, akik adót szedtek a dzsagirjukban.

## Lásd még
- Kaszt

## Fordítás
Ez a szócikk részben vagy egészben  a   Thakur (Indian title) című angol Wikipédia-szócikk ezen változatának fordításán alapul.  Az eredeti cikk szerkesztőit annak laptörténete sorolja fel. Ez a jelzés csupán a megfogalmazás eredetét és a szerzői jogokat jelzi, nem szolgál a cikkben szereplő információk forrásmegjelöléseként.